# The Korgis (альбом)
| Оценки критиков | Оценки критиков |
| Источник        | Оценка          |
| --------------- | --------------- |
| Allmusic        | [ 1 ]           |
| Smash Hits      | 6½/10           |

The Korgis — дебютный студийный альбом британской поп-группы The Korgis, выпущенный на лейбле Rialto Records в 1979 году.
Альбом включает в себя синглы «Young And Russian» и «If I Had You» (13 место в UK Singles Chart).
В 1999 году он был переиздан на CD лейблом Edsel Records.

## Список композиций
Сторона A:
1. «Young 'n' Russian» (Davis, Ridlington, Warren) — 3:12
2. «I Just Can’t Help It» (Davis) — 3:43
3. «Chinese Girl» (Davis) — 2:19
4. «Art School Annexe» (Davis) — 3:37
5. «Boots and Shoes» (Davis, Warren) — 4:32

Сторона Б:
1. «Dirty Postcards» (Warren) — 4:45
2. «O Maxine» (Warren) — 2:39
3. «Mount Everest Sings the Blues» (Warren) — 2:32
4. «Cold Tea» (Warren) — 4:26
5. «If I Had You» (Davis, Rachmaninoff) — 3:55
  - Альбомная версия

## Участники записи
- James Warren — вокал, бас-гитара
- Andy Davis — вокал, ударные, клавишные, мандолина
- Phil Harrison — клавишные, перкуссия
- Stuart Gordon — скрипка, мандолина, перкуссия
- Bill Birks — ударные, перкуссия

Дополнительный персонал
- Alan Wilder — бэк-вокал, клавишные
- Glenn Tommey — клавишные
- David Lord — клавишные
- Al Powell — ударные
- Kenny Lacey — перкуссия
- Keith Warmington — губная гармоника
- Jo Mullet — бэк-вокал
- Jo Pomeroy — бэк-вокал

### Производство
- The Korgis — продюсеры
- David Lord — звукорежиссёр
- Glenn Tommey — помощник звукоинженера
- George Rowbottom — арт-директор
- Julian Balme — арт-директор
- Martyn Goddard — фотограф
- Heath Bros. — менеджмент
- Записано в Crescent Studios, Бат, Англия: 1977 (трек Б5), 1978 (треки A1-A4, Б2 и Б3) & 1979 (треки A5, Б1 и Б4).

## История выпуска
- 1979 LP Rialto Records TENOR 104 (Великобритания)
- 1979 LP Asylum Records 290 (США)
- 1999 CD Edsel Records EDCD 622

## Синглы
- «Young 'n' Russian» / «Cold Tea» (Rialto TREB 101, март 1979)
- «If I Had You» (Single Version) / «Chinese Girl» (TREB 103, май 1979) UK #13
- «Young 'n' Russian» / «Mount Everest Sings the Blues» (re-issue, TREB 108, октябрь 1979)
- «I Just Can’t Help It (Remix)» / «O Maxine» (TREB 112, январь 1980)